# Joel Harlow
Joel Harlow é um maquiador estadunidense. Venceu o Oscar de melhor maquiagem e penteados na edição de 2010 pelo filme Star Trek. Seu trabalho também recebeu destaque em The Lone Ranger e Star Trek Beyond.